# Kokarda (květina)
Kokarda (Gaillardia) je rod rostlin z čeledi hvězdnicovitých, ve kterém je zařazen do podčeledi Asteroideae. Rod je tvořen několika desítkami druhů jednoletých nebo vytrvalých bylin či polokeřů, které pocházejí ze Severní, Střední nebo Jižní Ameriky. Některé druhy byly rozšířeny téměř po celé Americe, Evropě i netropické Asii, všude se tam pěstují pro své květy.
Rod je v Evropě pěstován francouzskými a anglickými zahradníky od 18. století, kdy se stal oblíbenou módní květinou francouzských a anglických zámeckých zahrad. Vědecké pojmenování získal po francouzském mecenášovi Gaillardovi.

## Popis
Rostliny mají vzpřímené, obvykle již od báze rozvětvené lodyhy. Listy mívají přízemní i lodyžní, řapíkaté nebo přisedlé, občas i mírně chlupaté. Jejich čepele bývají eliptické, kopinaté, lineární, obvejčité nebo vejčité, často jsou zpeřené do laloků, okraje mají ozubené neb celistvé a chlupaté či lysé.
Květní úbory vyrůstají na koncích větví nebo z paždí listů jednotlivě či ve květenstvích. Polokulovité zákrovy mají trvalé listeny podlouhlého, trojúhelníkovitého až obkopinatého tvaru ve dvou až třech řadách. Střední kvítky ve vypouklém květním lůžku jsou oboupohlavné a bývá jich od 20 do 100, mají žluté, oranžové, červené, nachové nebo hnědé trubkovité koruny s pěti laloky. Obvodové kvítky vyrůstající v počtu 5 až 15, jsou samičí nebo neplodné, mají trubkovité koruny barvy žluté, bílé, oranžové, červené, nachové nebo hnědé, někdy jsou dvojbarevné.
Plody jsou jednoplodé nažky kyjovitého nebo pyramidálního tvaru, často čtyřúhlé, chlupaté a nejčastěji s trvalým chmýrem. Chromozomové číslo rodu je x = 19.

## Význam
Kokardy, jednoleté i vytrvalé druhy, se pěstují pro trvanlivé, sytě zbarvené květy. Rostliny mívají různou výšku a jsou vhodné jak do vyhnojených květinových záhonů, tak i do skalek, kde mají dobře zajištěnou drenáž mezi kameny. Jsou také oblíbené jako řezané květiny, využívají se ve floristice a při aranžování květin.

## Pěstování

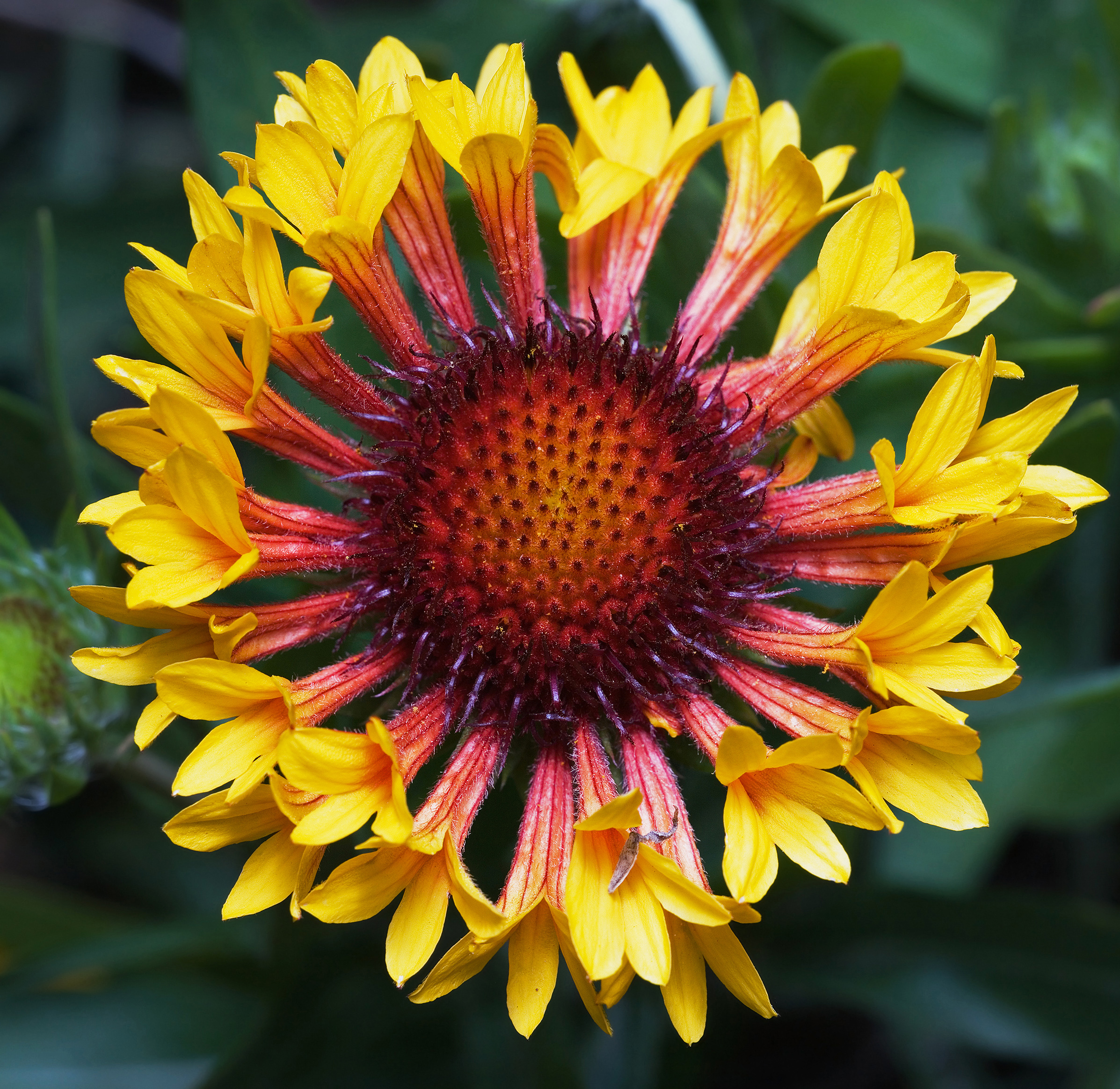
Kultivar 'Fanfare'

Rostliny jsou málo odolné vůči chladu, proto se do volné půdy vysazují nebo vysévají až v době, kdy pominulo nebezpečí jarních mrazů, semena klíčí asi 3 týdny. Potřebují stanoviště s plným sluncem po celý den a nezamokřené, propustné půdy s pH 6 až 7,5. Pro bohaté kvetení je nutno dodávat do půdy živiny a v suchém období rostlinám prospěje i zálivka. V zimě, v období klidu, naopak potřebují sucho. Vytrvalé druhy lze množit na podzim rozdělováním trsů nebo kořenovými řízky na jaře. Jednoleté druhy se rozšiřují vyséváním semen, která na světle klíčí až při 20 °C. Následkem pohlavního rozmnožování však nemusí rostliny vyrostlé ze semen svým vzhledem zcela odpovídat mateřským rostlinám.
Kokardy se ve specializovaných zahradnických podnicích stále šlechtí za účelem získání co nejhezčích variet. Některé druhy se mezi sebou uměle kříží a vzniklé hybridy bývají pro své vlastnosti obvykle žádanější než původní druhy. U kříženců i původních druhů vznikají nové variety, které nejen svým vzhledem odpovídají nejnovějším trendům, ale jsou i odolnější vůči houbovým nemocem a kvetou po co nejdelší dobu. Odkvetlé květy je vhodné odřezávat, podpoří se tím násada druhé vlny kvetení ve slunném podzimu.

## Taxonomie
Zatřídění jednotlivých druhů rodu kokarda, dělených do tří nebo čtyř sekcí, není zcela ujednoceno. Zde jsou nejznámější druhy:
- kokarda osinatá (Gaillardia aristata) Pursh
- kokarda sličná (Gaillardia pulchella) Foug.
- Gaillardia aestivalis (Walter) H. Rock
- Gaillardia amblyodon J. Gay
- Gaillardia arizonica A. Gray
- Gaillardia cabrerae Covas
- Gaillardia coahuilensis B. L. Turner
- Gaillardia comosa A. Gray
- Gaillardia doniana (Hook. & Arn.) Griseb.
- Gaillardia gypsophila B. L.Turner
- Gaillardia henricksonii B. L.Turner
- Gaillardia megapotamica (Spreng.) Baker
- Gaillardia mexicana A. Gray
- Gaillardia multiceps Greene
- Gaillardia parryi Greene
- Gaillardia picta Sweet
- Gaillardia pinnatifida Torr.
- Gaillardia powellii B. L.Turner
- Gaillardia serotinum (Walter) H. Rock
- Gaillardia spathulata A. Gray
- Gaillardia suavis (A. Gray & Engelm.) Britton & Rusby
- Gaillardia tontalensis Hieron.
- Gaillardia turneri Averett & A. M. Powell

K těmto původním rodům neodmyslitelně patří i v zahradnictvích nejčastěji pěstovaný hybrid:
- kokarda velkokvětá (Gaillardia ×grandiflora) Hort. ex Van Houtte[1][2][3][4][5]